# Emin Çölaşan

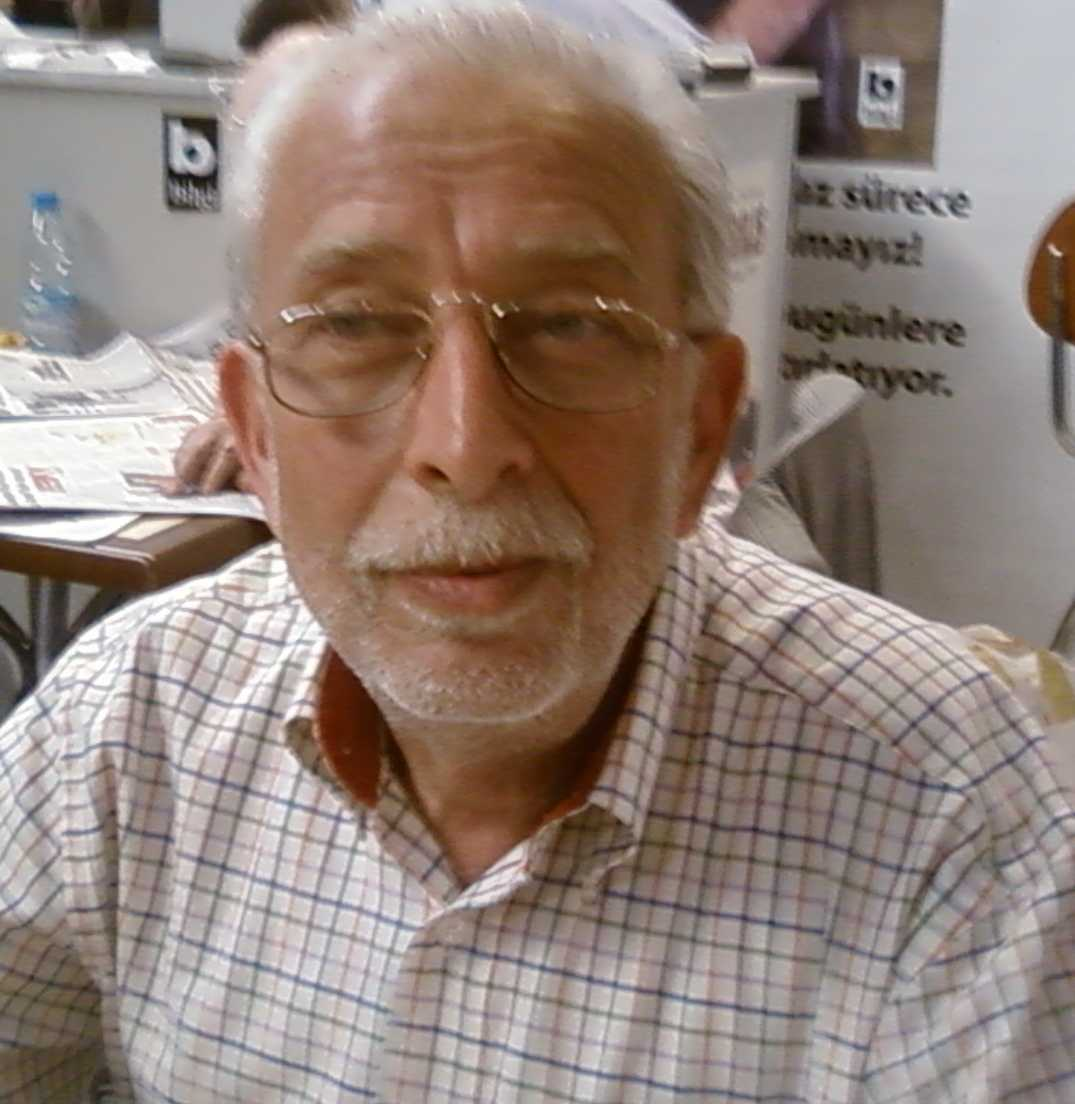
Emin Çölaşan (2008)

Emin Çölaşan (* 14. März 1942 in Ankara) ist ein türkischer Publizist und Journalist, dessen tägliche Kolumne für 22 Jahre von 1985 bis 2007 in der Hürriyet erschien. Wegen seiner deutlichen Positionen zu innenpolitischen Themen wird er als eine der kritischen Persönlichkeiten der türkischen Presse betrachtet. Seit 2007 setzt er seine Kolumne im Sözcü fort.

## Familiärer Hintergrund
Emin Çölaşan stammt aus einer Familie von Muhacirs aus Kreta. Deren Angehörige wählten bei der Einführung der Familiennamen den Nachnamen Çölaşan, der wörtlich "Wüstendurchquerer" bedeutet. Dieser bezieht sich auf den Großvater Emin Çölaşans, der vom osmanischen Sultan Abdülhamid II. wegen seiner Mitgliedschaft in der Jungtürkenbewegung für sieben Jahre in die Fessanwüste im heutigen Libyen exiliert wurde. Sein Großvater mütterlicherseits, Refik Şevket İnce, geboren in Polichnitos nahe Mytilene auf der heute griechischen Insel Lesbos, diente Mustafa Kemal Atatürk und hatte von den 1920er bis 1950er Jahren mehrere Ministerposten. Çölaşans Vater arbeitete im Staatlichen Meteorologiedienst, wo er für 14 Jahre Generaldirektor war.
Çölaşan und seine Frau Tansel (* 1943), die in leitender Position Mitglied des Türkischen Staatsrats war, sind heute Präsidenten des Atatürkçü Düşünce Derneği.

## Bildung und Karriere
Çölaşan absolvierte seine Schulausbildung am TED Ankara College und schloss seine universitäre Ausbildung an der Technischen Universität des Nahen Ostens ab. Für ein Jahrzehnt arbeitete er in verschiedenen öffentlichen Einrichtungen, darunter das Staatliche Planungsamt, das Finanzministerium, das Handelsministerium und das PETKİM. Er bereitete von 1972 bis 1974 mit İcen Börtücene Recherchen für die Istanbuler Tageszeitung Milliyet vor und erhielt dafür beim Ali Naci Karacan Yazı Yarışması zweimal hintereinander die Auszeichnung für die besten Schriften des Jahres. Çölaşan begann seine journalistische Karriere ab 1977 bei der Milliyet. Er wechselte 1985 als regelmäßiger Kolumnist zur Hürriyet, eine einflussreiche Position, die er für fast ein halbes Jahrhundert behielt. Er ist auch Autor zahlreicher Bücher, die sich hauptsächlich auf Missstände in den Regierungs- und öffentlichen Zirkeln des Landes beziehen.
2007 wurde er mit dem Sertel-Preis für Demokratie Sertel Demokrasi Ödülü ausgezeichnet.

## Kritiken
Emin Çölaşan war ein Kritiker des Ministerpräsidenten Turgut Özal (1983–1989), der Thema seiner Bestseller in den 1980er Jahren wurde – Turgut'un Serüveni [Turguts Abenteuer] und Turgut Nereden Koşuyor? [Woher kommt Turgut angerannt?]. In den späten 2000er Jahren fokussierte er seine Angriffe auf rivalisierende Kolumnisten und den Bürgermeister von Ankara von der Gerechtigkeits- und Aufschwungpartei (AKP), Melih Gökçek. Die beiden erschienen schließlich in einer Fernsehdebatte, die wegen Unanständigkeit von der staatlichen Zensurbehörde eine Verwarnung erhielt. Çölaşan kritisierte auch die derzeitige AKP-Regierung, weshalb er am 13. August 2007 nach 22 Dienstjahren von der Hürriyet entlassen wurde. Als überzeugter und leidenschaftlicher Kemalist bezichtigte er die Regierung reaktionärer Handlungen und des Islamismus.

## Werke (Auswahl)
- 24 Ocak Bir Dönemin Perde Arkası, 1983 – Dizi
- 12 Eylül Özal Ekonomisinin Perde Arkası, 1984 – Dizi
- Yalçın'ı Kim Kurtaracak?, 1985.
- Yalçın Nereye Koşuyor, 1985.
- Banker Skandalı'nın Perde Arkası, 1985.
- İcraatın İçinden, 1986 – Röportaj
- Önce İnsanım Sonra Gazeteci, 1987.
- Biz Kırk Kişiyiz Birbirimizi Biliriz, 1987 – Röportaj
- Turgut Nereden Koşuyor?, Tekin Yayınevi, İstanbul, 1989.
- Bir Dönemin Yazıları 1988–1989, Tekin Yayınevi, 1990, ISBN 975-478-054-4.
- Turgut'un Serüveni, Tekin Yayınevi, İstanbul, 1993, ISBN 975-478-077-3.
- Sor Bakalım!, Tekin Yayınevi, İstanbul, 1993, ISBN 975-478-000-5 – Röportaj
- Muhteşem İkili, Ümit Yayıncılık, Ankara, 1998, ISBN 975-7115-46-0.
- Ah Refah Vah Refah, Ümit Yayıncılık, Ankara, 1998, ISBN 975-7115-42-8.
- Tarihe Düşülen Notlar, Ümit Yayıncılık, Ankara, 2000, ISBN 975-7115-92-4.
- Unutulmayan Söyleşiler Tarihe Düşülen Notlar, 2006.
- Şu Benim Gazetecilik "Yaşadıklarım", Doğan Kitap, 2005, ISBN 975-293-284-3.
- Kovulduk Ey Halkım Unutma Bizi, Bilgi Yayınevi, 2007, ISBN 978-975-22-0237-5.
- Her Kuşun Eti Yenmez, Bilgi Yayınevi 2008, ISBN 978-975-22-0270-2.
- Sakıncalı Gazeteci, Bilgi Yayınevi 2009, ISBN 978-975-22-0299-3.